# 인천서운초등학교
인천서운초등학교는 대한민국 인천광역시 계양구 서운동에 있는 공립 초등학교이다.

## 학교 연혁
| 2001년 | 3월 1일   | 인천서운초등학교 23학급 933명, 유치원 2학급 개교 |
| 2001년 | 7월 19일  | 도서실, 컴퓨터실, 서운문화회관 개관              |
| 2002년 | 2월 15일  | 제1회 졸업식(107명)                              |
| 2002년 | 9월 11일  | 에디슨 교실 설치                                 |
| 2002년 | 10월 30일 | 기상대 설치                                      |
| 2007년 | 3월 2일   | 제3대 이현우 교장 취임                           |
| 2008년 | 7월 9일   | 과학실 현대화 사업                               |
| 2008년 | 10월 16일 | 학교생태숲 준공                                  |
| 2009년 | 5월 15일  | 현대식 방송실 구축                               |
| 2010년 | 2월 28일  | 돌봄교실 구축                                    |
| 2010년 | 4월 15일  | 음악실 조성                                      |
| 2010년 | 9월 1일   | 제4대 선호록 교장 취임                           |
| 2011년 | 1월 14일  | 급식실 현대화 완공                               |
| 2013년 | 3월 1일   | 제5대 김영준 교장 취임                           |
| 2014년 | 5월 14일  | 과학체험교실 운영                                |
| 2016년 | 2월 12일  | 제15회 졸업식 (87명 졸업)                        |
| 2017년 | 2월 10일  | 제16회 졸업장 수여식 거행(81명 총 2,138명 배출)  |
| 2017년 | 9월 1일   | 제6대 오남주 교장 취임                           |

## 참고 자료
- 인천서운초등학교 - 한국교육학술정보원 학교알리미